# Hugo Meyer (Archäologe)
Hugo Meyer (* 6. August 1949 in Lüneburg; † 12. September 2015 in München) war ein deutsch-amerikanischer Klassischer Archäologe und Kunsthistoriker.

## Werdegang
Nach dem Abitur am Johanneum Lüneburg begann Hugo Meyer ein Lehramtsstudium der Germanistik und Anglistik an der Georg-August-Universität Göttingen und legte dort 1974 das Erste Staatsexamen ab. 1978 promovierte er bei Klaus Fittschen in Klassischer Archäologie zum Dr. phil., Nebenfächer waren Gräzistik und Germanistische Mediävistik.
Anschließend arbeitete Meyer bis 1986 als Bibliotheks-, Foto- und Diatheksassistent am Archäologischen Institut der Münchner Universität, unterbrochen von einer Forschungsreise als Stipendiat des Deutschen Archäologischen Instituts 1979 bis 1980. Nachdem er sich 1986 für Klassische Archäologie habilitiert hatte, arbeitete er als Kurator einer Abgusssammlung  des Bayerischen Nationalmuseums.
Meyers archäologische Arbeit in Deutschland fand 1987 ein vorläufiges Ende. Nach einem vierteljährigen Forschungsaufenthalt in Griechenland in diesem Jahr wechselte er in die Vereinigten Staaten an die Princeton University, New Jersey. Zunächst wirkte er an der Wiedereinrichtung der Abgusssammlung des dortigen Instituts für Kunst und Archäologie. 1992 erhielt er in Princeton einen Lehrstuhl als Full Professor für Klassische Archäologie und Kunstgeschichte. Hugo Meyer hielt Vorlesungen zu Griechischer Kunst und europäischer Kunst, sein Hauptinteresse in Princeton galt jedoch Römischer Skulpzur und Malerei
Meyer vertrat 1985 bis 1986 den Lehrstuhl für Klassische Archäologie an der Philipps-Universität Marburg, 1995 nahm er eine Gastprofessur an der Universität Graz wahr.
2012 wurde Hugo Meyer emeritiert. Ab diesem Jahr lebte er in München und arbeitete wissenschaftlich an unterschiedlichen, auch nicht archäologischen Themen. Er war verheiratet mit der Archäologin Michaela Fuchs und hatte eine Tochter. 2015 starb er an den Folgen eines Unfalls.

## Stipendien
- Reisestipendium des Deutschen Archäologischen Instituts, 1979/1980
- Feodor Lynen-Forschungsstipendium der Alexander-von-Humboldt-Stiftung, 1987[1]

## Schriften
Meyer veröffentlichte zahlreiche Buchkapitel und Zeitschriftenartikel.
Qualifikationsarbeiten und weitere Buchveröffentlichungen
- Medeia und die Peliade – eine attische Novelle und ihre Entstehung. Ein Versuch zur Sagenforschung auf archäologischer Grundlage. Brettschneider, Rom 1980, ISBN 88-85007-35-X (zugleich Dissertation an der Universität Göttingen 1978)
- Antinoos – die archäologischen Denkmäler unter Einbeziehung des numismatischen und epigraphischen Materials sowie der literarischen Nachrichten. Ein Beitrag zur Kunst- und Kulturgeschichte der hadrianisch-frühantoninischen Zeit. Fink, München 1991, ISBN 978-3-7705-2634-5 (zugleich Habilitationsschrift an der Universität München 1985/86)

- Kunst und Geschichte. Vier Untersuchungen zur antiken Historienkunst. Fink, München 1983, ISBN 978-3-7705-2194-4
- Prunkkameen und Staatsdenkmäler römischer Kaiser. Neue Perspektiven zur Kunst der frühen Prinzipatszeit. Biering und Brinkmann, München 2000, ISBN 978-3-930609-21-5